# セックスレス
セックスレスとは、日本性科学会によれば、「病気など特別な事情がないのに、1ヶ月以上性交渉がないカップル」と定義されている。しかし、便宜上「カップルのうち、どちらかがセックスをしたいと望んでいるのに、長期間それができない状態」を総じて「セックスレス」と呼ぶのが一般的な解釈である。セックスレスはレスされたと感じた側の浮気や不倫、離婚願望につながることが多い。

## セックスレスと離婚における心理的要因
セックスレスの状態が長期化することで、特に女性においては心理的な負担が蓄積され、離婚を決意する背景となることがある。『離婚を決意した女性の心理、その複雑な感情の変化とは？』によれば、離婚を望む女性の心理は一朝一夕に形成されるものではなく、日常的な不満や価値観のズレ、コミュニケーション不足などが長期的に積み重なり、「もう限界だ」という静かな覚悟に至るとされている。
この心理的プロセスには、以下のような段階的な変化が見られる：
感情的な冷却期：怒りや悲しみを通り越し、相手への関心が薄れていく
自己尊重の回復：自分らしく生きたいという願望が芽生える
現実的な準備：経済的自立や生活設計への意識が高まる
決意後の行動：離婚に向けた具体的な準備が始まる
これらの変化は、女性が自分自身の幸福や人生の再構築を真剣に考える過程であり、セックスレスによる感情的な断絶がその引き金となる場合もある。

## 概要
年齢が上がるにつれて、セックスレスのカップルは増加する傾向にある。日本では夫婦は歳を重ねると性的に積極的であることを恥ずる風潮があり、現在でもセックスレスの夫婦どちらかに「高齢者となってなお頻繁に性交渉があることは恥ずかしい」という感覚があるためである。朝日新聞の調査によると、セックスの回数が「この1年まったくない - 年数回程度」と回答したカップルは世代毎に、20代で11%、30代で26%、40代で36%、50代で46%という結果になっている。
また、都道府県別でセックスの平均回数のデータをみていくと、47都道府県中、21都道府県が月に1回未満のセックスレスという結果がでた。

また、日本性科学会の発刊する日本性科学会雑誌Vol.32 Suppl. 2014「2012年・中高年セクシュアリティ調査特集号」での「調査結果と分析」「調査結果の全データ」によれば、2000年調査と2012年調査の比較で、全くセックスをしていない人が2000年調査では4人に1人だったのが、2012年調査では2人に1人以上になり、夫婦間のセックスレス化が著しく進行している反面、配偶者以外の異性との親密な交際は男女ともほぼ3倍に増えていた。
ジャパン・セックスサーベイ2024によると、婚姻関係にある男女のうち直近１か月以上セックスが無かったカップルの割合は、2020年公開の調査で51.9%、2024年公開の調査で64.2％であり、2003年から一貫して増加傾向にある。

## 世界の傾向
2008年に避妊具の大手メーカーDurex社が公表した調査によると、年間の性交回数は、ギリシャがトップで164,ブラジル145、ポーランド・ロシアが143、インド130、メキシコ・スイス123である。日本は年48回の週1回程度で、世界平均の103回の半分以下である。

## 高齢者の性
2017年5月18日にはNHKが「クローズアップ現代+」で高齢者の性の問題を取り上げた。番組では、男性では60歳代の76%、70歳代では75%が性的な欲求があることが明らかにされた。また、60歳以上のシニア専門の派遣風俗店が紹介され、妻に性交渉を拒否された70歳代の男性が登場、2ヶ月に一度店を利用している実態が明らかにされた。その風俗店が本番は行わないと紹介されたのに対し、コメンテーターの田原総一朗は「本番以外って、何をやるのですか？」と聞いたのに対し、表情が凍り付き口ごもる武田真一アナウンサーをさえぎり、宋美玄が「主に手と口によるサービスが行なわれていると思われます」と答えた。さらに田原が「ちょっと待った!さっき2か月に1度行くと言ったけど、何やってるの!ホントは」と質問、宋は「それは、1人1人違うでしょうが...。添い寝で満足する方もいれば、お話だけで満足する方もいるし、性的な普通のサービスをする方もいるでしょうし...」と返答。妻が嫌がった場合、夫はどうすればいいのかという田原の問いに対しては、宋は「存在するものとして風俗産業がある。従事する女性の問題もあるのですが、解決法の1つになっている現実はあると思います」と回答した。また、アメリカ合衆国においては性交渉が1年に10回を下回る夫婦をセックスレスとし、20%の夫婦が当てはまるとされる。ニューヨークの老人ホームでは、入居者同士の恋愛を奨励し、性感染症を防ぐため入居者に避妊具を配り、施設内で自由にセックスができるように配慮されていることなども紹介された。宋は、「高齢者施設での恋愛は日本でもあっていい、相手が変われば、女性の側でもう一度セックスしたいという方が結構いる」と話すと、田原が「施設でモテる女性とモテない女性がいたら、どうする?モテる女性に3人も4人も男性が来たら、どうする?」と詰め寄ったところ、宋は「うまくマッチングしなければ悲劇もありうるでしょうね」と答えた。また番組中で、83歳の田原は自分にも性欲があると告げた。

## 原因
夫の2人に1人（54.5%）、妻の3人に1人（37.1%）がセックスレスに不満を感じている。夫婦生活が無くなる最初のきっかけは、拒否された側の容姿の劣化又は出産後にホルモンバランスが崩れてイライラすることなどが多い。レスされる側も結婚後に容姿を磨いたり、維持するなどを疎かにしがちである。一方でホルモンバランスの戻った女性が好みの男性に求められることで肌ツヤがよくなり、承認欲求が満たされるとも言われている。セックスレスによって欲求不満となり、買い物で無駄使いをしたり、やけ食いなどをすると言われている。さらに女性は50歳前後に閉経すると性交痛が生じやすくなり、セックスレスの一因になる。愛情に満ちあふれ、質の高い性生活を送る夫婦は70代でも痛みが少ない（特に女性）。逆に愛情が無く、愛撫をしない男の独りよがりの乱暴なセックスは、若い女性でも潤わない（濡れない、性器が固いまま、興奮もしない）ため、セックスレスの原因となる。
理由について、厚生労働省の研究班のアンケート配布による統計では、「仕事で疲れている」男性24.6%、女性15.1%、「出産後何となく」男性13.6%、女性21.0%、「面倒くさい」男性9.3%、女性18.8%となっている。
AV女優の綾瀬麻衣子は「久々のセックスは（年齢に関わらず）消耗戦になりやすいため、10分程度が理想」「女性が望む体位を知るのが重要。」、医学博士の富永喜代は「男性は老化とともにペニスの海綿体が委縮、女性はホルモン・エストロゲンが減少し、性欲が減少。膣のサイズも小さく硬くなってくる。何もしなければ若い時と同じような激しいセックスはできない」と解説、クンニリングスを長めに行う、ローションの使用、挿入は半分までに等、それらを補う方法で性交を楽しむことが必要と論じている。